# Quenouille du Diable
La Quenouille du Diable est un menhir situé à Silfiac dans le département français du Morbihan.

## Description
Le menhir est constitué d'un bloc de granite de 6 m de hauteur avec une base de section sub-rectangulaire de 2,5 m de côté. Il tient son nom de sa forme en fuseau.